# Sphyrna media
A Sphyrna media a porcos halak (Chondrichthyes) osztályának kékcápaalakúak (Carcharhiniformes) rendjébe, ezen belül a pörölycápafélék (Sphyrnidae) családjába tartozó faj.

## Előfordulása
A Sphyrna media elterjedési területe Amerika szuperkontinens két oldalán van. Az Atlanti-óceánban, Panamától Brazília déli részéig, míg a Csendes-óceánban, a Kaliforniai-öböltől Ecuadorig, lehetséges Peru északi részéig is.

## Megjelenése
Általában 100 centiméter hosszú, de akár 150 centiméteresre is megnőhet.

## Életmódja
Trópusi, tengeri pörölycápa, amely általában 8 méteres mélyben tartózkodik. A kontinentális selfen él.

## Szaporodása
A Sphyrna media elevenszülő cápafaj.

## Felhasználása
Ezt a cápát, csak kisebb mértékben halásszák. Húsát az ember eszi; a maradékot a tenyésztett halaknak adják.